# Ducobu passe au vert
Série Ducobu
Ducobu président !
(2022) Ducobu et le fantôme de Saint Potache
(2026)
Pour plus de détails, voir Fiche technique et Distribution.
Ducobu passe au vert est une comédie française réalisée par Élie Semoun et sortie en 2024.
Il s'agit du cinquième film d'une saga inspirée de la série de bande dessinée belge L'Élève Ducobu de Godi et Zidrou.
Le film suit Ducobu qui savoure ses vacances, mais celles-ci touchent bientôt à leur fin. De retour à l'école Saint-Potache, il concocte un plan audacieux : prendre une année sabbatique sous prétexte de sauver la planète, alors qu'en réalité, il cherche à éviter les cours. Mais M. Latouche, toujours sur ses gardes, n'a pas dit son dernier mot. Entre nouvelles astuces de triche, intrigues amoureuses et défis scolaires, cette rentrée s'annonce plus mouvementée que jamais pour Ducobu.
Un sixième volet est prévu pour 2026, le tournage débutant en été 2025.

## Synopsis
Après avoir été élu frauduleusement président dans le quatrième volet, les vacances de Ducobu arrivent bientôt à leur terme. Pendant ses congés, il entre dans le magasin Kitrish pour trouver de nouvelles astuces de triche. Le gérant lui présente un ours en peluche parlant, censé pouvoir lui donner les réponses pendant les interrogations.
Dans la salle des profs, M. Latouche et Mme Rateau rencontrent la nouvelle prof de sport, Fiona, qui attire immédiatement l'attention de M.Latouche. En voyant cela, Ghislaine lui donne un coup de pied et annonce leur mariage. Gustave explique que leurs témoins seront leurs collègues. Tous, sauf Fiona, regardent la liste des cadeaux de mariage et critiquent l'avarice de Latouche. Pendant les cours, M.Latouche démasque la triche de l’ours en peluche. Ducobu reçoit un premier « 0 ». Comme devoir, les élèves doivent faire un exposé sur la personne qu’ils admirent le plus.
Lors du dîner chez les Gratin, Léonie annonce à ses parents Hervé et Adeline qu’elle fera un exposé sur Greta Thunberg. Le lendemain, à l’école Saint-Potache, tous les élèves font leur exposé sur Mbappé, sauf Léonie et Ducobu. Léonie présente son exposé sur la militante écologiste suédoise, et Ducobu présente un exposé sur son animal fétiche, son idole : le paresseux. Il reçoit un « 0 » et est mis au coin, où il retrouve son « frère de coin », le squelette de la classe. Latouche l'affuble du bonnet d’âne. Du coin, Ducobu écoute l'exposé de Léonie, qui lui donne une idée, lorsqu'elle explique que Greta Thunberg a séché les cours pendant un an pour sauver la planète. Il voit cela comme une opportunité pour éviter la « Dark Week », une semaine d’interrogations incessantes qui est un véritable calvaire pour les élèves.
Après une dispute avec son père, celui-ci menace de le mettre en pension s’il n’obtient pas de bonnes notes pendant la Dark Week. À la suite de ces menaces, Ducobu est décidé à prendre une année sabbatique comme Greta Thunberg. Par ailleurs M. Latouche et Mme Rateau demandent l’autorisation de se marier à la mère de Latouche, alors placée en maison de retraite, mais elle refuse. Gustave la supplie, ce qui répugne Ghislaine. Finalement, elle donne son accord mais demande à Latouche de revenir le lendemain.
Le lendemain, pendant le cours de Fiona, Ducobu permet aux élèves d'éviter de faire du sport. La professeur demande de l’aide pour gérer ce bataillon d’écoliers. Sur la plage, les écoliers ramassent les déchets, sauf Ducobu et Kaskou. Karine les découvre, les filme, puis montre la vidéo à Léonie. Ensuite Kaskou a l'idée d'appeler Macadam et Débilo pour faire une vidéo virale sur l’écologie car ces deux influenceurs ont plus de 10 millions de followers sur leur chaîne. Ducobu voit des sacs poubelles dans des poubelles grenouilles et les deux amis les montrent aux filles, comme s'il les avaient ramassés, pour leur faire croire qu’ils sont écologistes.
Peu après, Ducobu et Kaskou apprennent que Macadam et Débilo acceptent de faire une vidéo sur l’écologie mais Ducobu manque d'inspiration, donc son ami lui propose de copier celle de Greeta à l’ONU. La vidéo atteint 100 000 vues et tous les élèves de Saint-Potache manifestent pour sauver la planète, tous sauf Léonie et Karine, toujours fâchées contre Ducobu, qu'elles traitent d'imposteur. Mais ce dernier comprend « un posteur » (néologisme dérivé de « postier ») et ne se remet pas en question.
Le soir, Ducobu et Hervé apprécient la farandole de navets et de radis d’Adeline. Cette dernière offre à Ducobu un T-shirt à rayures vertes et non jaune qui représentent la nature et l’engagement écologique. Hervé demande à Adeline ce que les enfants feraient sans école. Adeline et Ducobu répondent qu’il faut sauver la planète. Puis Léonie sort de table, Ducobu lui demande de l’écouter mais elle lui dit que c’est terminé entre eux parce que Ducobu s’est amusé au lieu de ramasser les objets à la plage et qu'il a copié le discours de Greeta Thunberg.
Le lendemain, Ducobu et Kaskou sont assis à l’entrée de leur l’école et Ducobu fait la tête. Kaskou le félicite pour son succès alors son ami lui explique que Léonie a rompue avec lui. Kaskou lui propose d’aller au square des Lilas pour se détendre mais en arrivant près du lac de ce square, il tombe à l’eau. Ducobu le sauve. Ils découvrent alors une annonce expliquant que le Square des Lilas va être remplacé par un parking appartenant à Patrick Moisi, un homme d’affaires qui n’aime pas la nature. Les écoliers ne veulent pas laisser cet homme détruire l'environnement et décident de l’en empêcher. Ils relancent Macadam et Débilo pour alerter leur ville et les journalistes afin empêcher la construction de ce parking.
À Saint-Potache, Ghislaine rencontre Latouche qui pleurniche et baragouine que Ducobu prend encore plus une année sabbatique. Elle lui remonte le moral et lui conseille de redemander la bénédiction de sa mère. 
Lors du tournage de la vidéo, Macadam et Débilo interrompent constamment le discours de Ducobu avant de faire semblant de s'en aller afin de le laisser finir. Ducobu conclut par « Je compte sur vous, pour sauver le square parlez-en à ceux que vous connaissez, puis faites le buzz pour que le maire, les députés et le président interviennent ! »
Pendant ce temps, Gustave appelle Ghislaine pour lui dire que sa mère est d’accord pour le mariage et a même proposé sa d'offrir sa propre robe de mariée à Ghislaine. En sortant de la maison de retraite, Latouche lit une affiche « STOP AUX MENSONGES ÉCOLOS À 14H ! ». Il se rend à la réunion de Moisi pour écouter son discours et lui demande un service : que Ducobu arrête l’écologie et retourne à l'école. Malheureusement Moisi découvre que Latouche est végétarien et le fait arrêter par la sécurité.
Au square, Ducobu et Kaskou sont déçus car personne n’a regardé leur vidéo. Kaskou propose d’autres solutions…
À la maison de retraite, la mère Latouche reçoit un appel de Ghislaine qui lui demande où est Gustave. Elle lui répond que son fiancé la trompe avec Fiona. Ghislaine se rend chez Fiona qui lui avoue localiser Latouche grâce à un traceur GPS posé sur sa chemise. Ghislaine va chez Moisi, exige de voir Gustave mais l’agent immobilier découvre qu’ils sont amants et l’arrête également.
Les élèves de Saint-Potache se rendent tous au square des Lilas et attaquent les ouvriers. Ducobu est poursuivi par Moisi, il décide de le mettre KO en faisant de l’accrobranche mais les choses ne se déroulent pas comme prévu. Finalement les deux professeurs sont libérés et le square des Lilas est sauvé.
De retour à Saint-Potache, la ministre demande à Kitrish d’enseigner aux élèves au lieu de leur vendre des accessoires de triche. Ducobu parle avec Léonie et ils se réconcilient. Gustave et Ghislaine demandent à Léonie et Ducobu s'ils veulent bien être leurs témoins de mariage, ce qu'ils acceptent.
Lors du discours, la ministre remet à Ducobu la médaille de citoyenneté pour avoir arrêté Patrick Moisi. Ducobu propose l'idée que Saint-Potache devienne une école verte, un modèle pour les écoles dans le monde entier. Son discours a un grand succès.
Le directeur célèbre le mariage des deux professeurs. Fiona, cachée dans un arbre, essaye de perturber la cérémonie en disant que Gustave ne veut pas prendre Ghislaine pour épouse car il n'est pas prêt mais Gustave répond oui quand le directeur lui demande s'il veut prendre pour épouse Ghislaine. 
À la fin, les jeunes mariés rentrent chez eux. Mais au grand désespoir de Ghislaine, son mari la dépose dans le lit de sa belle-mère et les laisse dormir ensemble.

## Fiche technique
Sauf indication contraire, les informations mentionnées dans cette section peuvent être confirmées par les bases de données cinématographiques IMDb et Allociné,  présentes dans la section « Liens externes ».
- Réalisation : Élie Semoun
- Scénario : Élie Semoun, Marc de Chauveron et Guy Laurent, d’après la bande dessinée de Godi et Zidrou
- Musique : Matthieu Gonet
- Décors : Pascalle Willame
- Costumes : Audrey Wilmotte
- Photographie : Thomas Rames
- Son : Pascal Jasmes
- Montage : Sandro Lavezzi
- Sociétés de production : TF1 Films production - UMedia - Les films du 24 - Les Films du Premier
- Société de distribution :
  - France : UGC Distribution
  - International : UGC International
- Pays de production :  France
- Budget : 9,6 millions d'euros
- Langue originale : français
- Format : couleur — 1,85:1
- Genre : comédie
- Durée : 81 minutes
- Dates de sortie : 
  - France : 3 avril 2024[3]
  - Belgique : 3 avril 2024

## Distribution
Sauf indication contraire, les informations mentionnées dans cette section peuvent être confirmées par la base de données cinématographiques IMDb,  présente dans la section « Liens externes ».
- Damien Pauwels[4] : Ducobu
- Élie Semoun : Gustave Latouche / Ghislaine Latouche, mère de Gustave Latouche en maison de retraite
- Émilie Caen : Ghislaine Rateau, la professeure de musique
- Loïc Legendre : Hervé Ducobu, le père de Ducobu
- Frédérique Bel : Adeline Gratin, la mère de Léonie Gratin
- Louise Riguidel Huon : Léonie Gratin
- François Levantal : le directeur de Saint-Potache
- Caroline Anglade : Fiona, la nouvelle professeure de gym intéressée par Latouche
- Gérard Jugnot : Kitrish, gérant du magasin « Kitrish »
- Nicolas Marié : Patrick Moisi
- Nicolas Grand Duc : Igor, bras droit de Patrick Moisi
- Simon Torreton[4] : Kaskou, un copain de Ducobu
- Roman Doduik[4] : Débilo, un influenceur
- Hicham Smile[4] : Macadam, un influenceur
- Anaïs Barba de Calignon : Karine, l’amie de Léonie
- Laurence Bibot : la ministre
- Greta Thunberg : la femme dans la vidéo

## Production
Le tournage a eu lieu en Belgique à Ixelles, dans le Parc de la Dodaine à Nivelles sous l'œil expert du Bourgmestre Nivellois Pierre Huart, et en partie à Middelkerke.

## Accueil
| Pays ou région | Box-office        | Date d'arrêt du box-office | Nombre de semaines |
| -------------- | ----------------- | -------------------------- | ------------------ |
| France         | 1 000 471 entrées | 2 août 2024                | 15                 |
| Total mondial  |                   | -                          | -                  |